# Valentina Tereșkova
Valentina Vladimirovna Tereșkova (în rusă Валентина Владимировна Терешкова, n. 6 martie 1937, Bolșoe Maslennikovo⁠(d), Q16718867⁠(d), RSFS Rusă, URSS) este o cosmonaută din Rusia, prima femeie care a zburat în spațiul cosmic la 16 iunie 1963 cu nava Vostok 6.
În 1963 a fost aleasă pentru zborul cosmic dintr-un grup de 5 femei, celelalte fiind Tatiana Kuznețova, Irina Solovieva, Jana Iorkina și Valentina Ponomariova.
Valentina Tereșkova a fost căsătorită cu astronautul sovietic Andrian Grigorievici Nikolaev (1929-2004).
Este o pionieră a cuceririi spațiale. Până astăzi (mai 2020), a rămas singura femeie care a efectuat un zbor spațial solitar pe orbită. Singură, la bordul navei spațiale Vostok 6, care a decolat la 16 iunie 1963, de pe Cosmodromul Baikonur, ea a petrecut aproape trei zile pe orbită joasă, în cadrul zborului conjunct cu Valeri Bîkovski, lansat (în ceea ce-l privește) la bordul navei Vostok 5 cu două zile înainte.
Aceste două misiuni spațiale au marcat sfârșitul programului Vostok care a permis Uniunii Sovietice să demonstreze o superioritate aparentă în Cursa Spațială care o opunea, în acea epocă, Statelor Unite ale Americii. Zborul Valentinei Terșkova a avut un răsunet internațional și, prin urmare, Tereșkova, comunistă înfocată, va fi utilizată drept portdrapel al regimului sovietic și simbol al eliberării femeii în lumea socialistă. Valentina Terechkova nu a mai zburat, în ciuda dorinței sale. Începând din 1966, a urmat o carieră politică. Până la dizolvarea URSS (decembrie 1991), ea a făcut parte din cele mai înalte foruri politice ale țării sale. Din 2011, ea face parte din Duma Federației Ruse, din partea partidului președintelui Vladimir Putin, Rusia Unită, fiind reprezentantă a circumscripției Iaroslavl.

## Copilăria și începutul vieții profesionale
Valentina Tereșkova s-a născut la 6 martie 1937 în satul Maslennikovo (în regiunea Iaroslavl) situat pe malul fluviului Volga, la 270 de kilometri la nord-est de Moscova (URSS, Republica Sovietică Federativă Socialistă Rusă). Părinții săi s-au instalat acolo după ce părăsiseră Bielorusia. Tatăl său, Vladimir Tereșkov, era tractorist într-un colhoz. 

În septembrie 1939, Uniunea Sovietică a încercat să invadeze Finlanda (Războiul de Iarnă), dar, în ciuda dimensiunilor reduse ale adversarului său, a suferit înfrângeri importante. Vladimir, care a fost recrutat, a fost ucis patru luni mai târziu, la comanda tancului său, în timpul luptelor care au avut loc în Carelia occidentală. Mama Valentinei, Elena Fiodorovna Tereșkova, s-a mutat apoi cu cei trei copii ai ei la Iaroslavl, unde și-a găsit un loc de muncă într-o filatură locală de bumbac. Valentina Tereșkova a fost școlarizată între 10 și 17 ani. Când a părăsit școala, a început să lucreze într-o fabrică de anvelope înainte de a deveni muncitoare la filatura unde lucrau deja mama și sora sa. A urmat și cursuri prin corespondență la Școala Tehnică pentru Industria Ușoară, unde va obține o diplomă în 1960.

Tereșkova s-a alăturat aeroclubului din Iaroslavl pentru a practica parașutismul și a efectuat prima sa săritură în mai 1959, când avea 22 de ani. Inițial, ea se antrena fără să-i fi spus mamei sale. A atins un nivel excelent care i-a permis să devină, la rândul său, instructoare.

În aceeași epocă, Valentina a aderat la Comsomol, organizația de tineret a Partidului Comunist al Uniunii Sovietice (PCUS). Comunistă înflăcărată, a fost numită secretar al celulei din Iaroslavl a acestei organizații în 1960 și în 1961. A aderat la PCUS în 1962.

## Prima femeie cosmonaut

### Prima selecție
Tereșkova a fost entuziasmată când a aflat de fapta eroică a compatriotului său, Iuri Gagarin, primul om care a zburat în spațiul cosmic, în cursul misiunii Vostok 1, care a avut loc la 12 aprilie 1961. A visat să zboare și ea. Exemplul lui Gagarin a suscitat numeroase vocații, iar responsabilul cu antrenamentul cosmonauților, general-locotenentul Nikolai Kamanin, a primit numeroase candidaturi spontane, între care și ale câtorva femei. El a propus superiorilor săi să se realizeze o misiune care să ducă o femeie cosmonaut întrucât, explica el, nici nu se pune problema ca prima femeie trimisă în spațiul cosmic să fie o americană. Propunerea sa a fost examinată de Comitetul Central al Partidului Comunist al Uniunii Sovietice și acesta și-a dat acordul. Însă membrii din Comitetul Central erau conștienți că numărul femeilor pilot (criteriul reținut pentru recrutarea cosmonauților bărbați) era prea redus pentru a-l face un criteriu de selecție pentru viitoarele femei cosmonaut. Acest criteriu a fost înlocuit prin practicarea parașutismului. Zborul celui de-al doilea cosmonaut sovietic, Gherman Titov, la bordul navei Vostok 2, a avut loc la 6 august 1961 și imediat Comitetul Central și-a dat acordul Ministerului Apărării ca acesta să recruteze în 1962 60 de noi cosmonauți, între care șase femei. Colonelul Ovenko din Armata Aerului a fost însărcinat cu prima selecție. A utilizat listele membrilor aerocluburilor pentru a identifica 58 de persoane care să răspundă la criteriile fixate (o parașutistă cu vârsta sub 30 de ani, măsurând mai puțin de 170 cm și cântărind sub 70 kg), dintr-un număr de 400 de persoane, al căror profil a fost examinat. Cazul Valentinei Tereșkova a fost studiat, dar, la început, ea nu făcea parte din grupul favoritelor. Din fericire pentru ea, criteriul ideologic - candidata trebuia să fie membră a Comsomolului sau al PCUS - și originea sa proletară au plasat-o într-o poziție bună. A fost convocată la Moscova în ianuarie 1962 pentru a trece o serie de examene și interviuri. Selecția s-a desfășurat la Institutul de Cercetări Științifice în Medicina Aerospațială (TsNIAG) situat în periferia Moscovei. A făcut parte dintr-un grup de cinci femei care au fost alese. Celelale patru din acest prim grup de femei cosmonaut sunt :
- Janna Iorkina, născută la Riazan și în vârstă de 23 de ani, profesoară de engleză. Ca toate celelalte colege ale sale, era o parașutistă confirmată.
- Tatiana Kuznețova, născută la Gorki și în vârstă de 20 de ani, era cea mai tânără persoană care fusese reținută pentru a fi cosmonaut. Ea deținea mai multe recorduri mondiale  de parașutism și lucra în departamentul de matematici aplicate ale Academiei de Științe a Uniunii Sovietice.
- Valentina Ponomariova, născută la Moscova și în vârstă de 29 de ani, era singura care pilotase un avion. Era o parașutistă experimentată și lucra la Institutul de Înalte Sudii de Matematică. Între cele din grupul celor cinci selecționate, era singura căsătorită și avea un copil.
- Irina Soloviova, născută la Kireievsk și în vârstă de 25 de ani, făcea parte din echipa națională de parașutism a Uniunii Sovietice și deținea mai multe recorduri.[a][20]

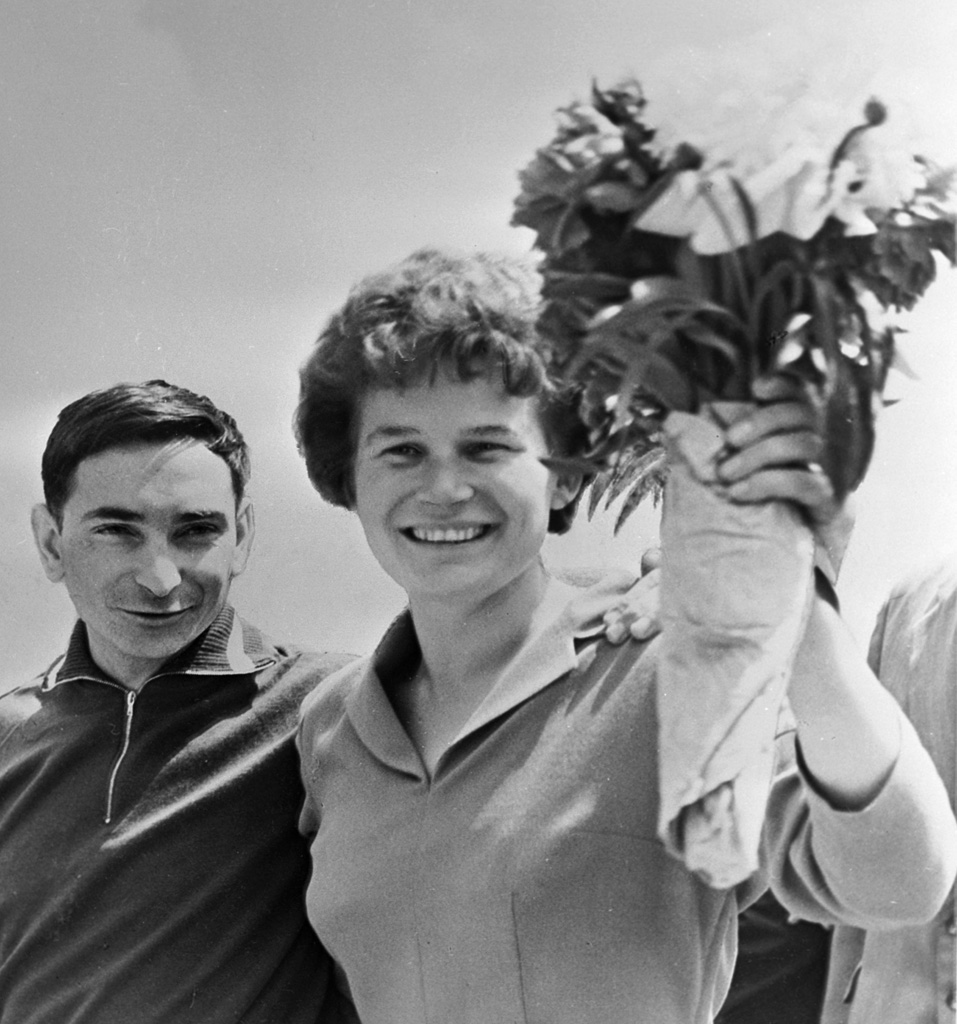
Tereșkova cu Valeri Bîkovski după reîntoarcerea pe Pământ, în iunie 1963.

## Antrenamentul

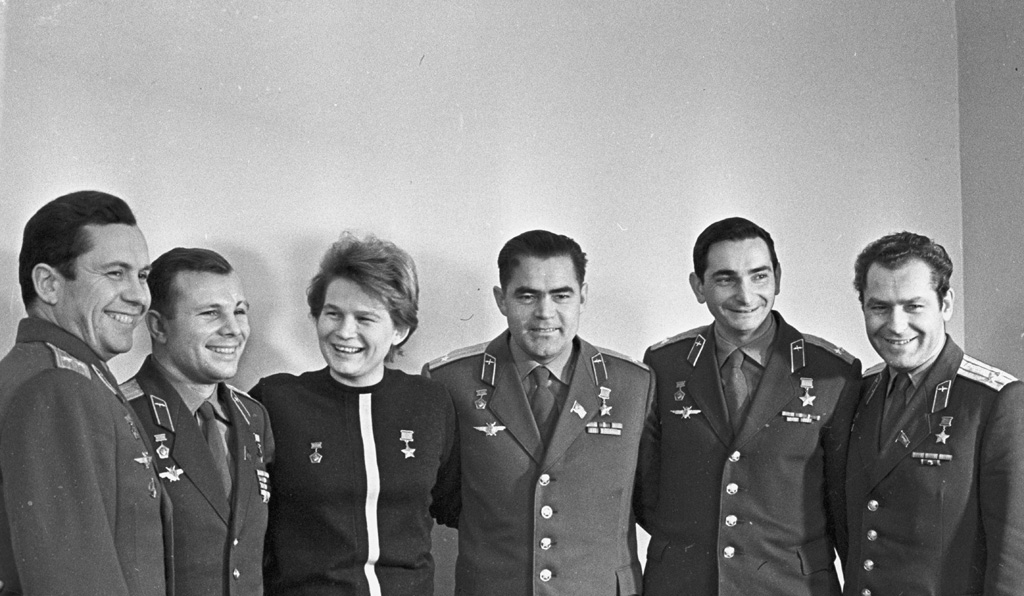
Cei șase cosmonauți ai misiunilor programului Vostok: Pavel Popovici, Iuri Gagarin, Valentina Tereșkova, Andrian Nikolaiev, Valeri Bîkovski și Gherman Titov.

Când grupul de cinci ucenice cosmonaute, între care Tereșkova, a ajuns în martie 1962, la centrul de pregătire din suburbiile Moscovei, s-au găsit într-o unitate militară care, cu procedurile și disciplina sa, le era complet străină. Unii dintre colegii lor bărbați, în special Gherman Titov, își exprimau scepticismul cu privire la capacitățile lor. La început, ele au format un grup unit pentru a face față acestui mediu căruia erau puțin pregătite.
Tereșkova și colegele sale au început să urmeze o succesiune de antrenamente destinate să le pregătească la condițiile cele mai extreme pe care ar fi susceptibile să le întâlnească în cursul misiunii lor spațiale. Ele trebuiau să efectueze sarcini complexe într-o încăpere a cărui microclimat era adus la temperaturi ridicate, să se antreneze în centrifugă pentru a rezista la accelerații pe care le vor suporta la lansare și la reîntoarcerea pe Pământ și să petreacă mai multe zile într-o încăpere în care ele erau complet rupte de lumea exterioară pentru a li se testa rezistența psihică (în cursul acestei probe Tereșkova recita cu voce tare poeme de Pușkin).  
Ele au primit o formare de bază despre instrumentele din cockpit la bordul unui biturbopropulsor Iliușin Il-14 apoi la bordul unui avion de vânătoare cu două locuri MiG-15 și s-au familiarizat cu comenzile de zbor fără să piloteze, totuși. Tereșkova a efectuat 23 de zboruri, însumând aproape 16 ore. De asemenea, ele au practicat parașutismul deasupra Mării Negre fiind echipate cu un costum spațial și cu echipament de supraviețuire (de peste 130 kg în total), pentru a se simula faza de sfârșit a misiunii (cosmonauții nu au aterizat în capsula lor, ci au fost ejecați din ea, de la o mare altitudine, înainte de a coborî sub o parașută).

## Activitate socială
În 2011, ea a fost aleasă în Duma de Stat a Rusiei din partidul Rusia Unită pe lista regională Iaroslavl. Tereshkova, împreună cu Elena Mizulina, Irina Yarovaya și Andrey Skoch , este membră a unui grup inter-facțional de deputat pentru protecția valorilor creștine; în această calitate, ea a susținut introducerea unor amendamente la Constituția Rusiei, conform cărora „Ortodoxia este baza identității naționale și culturale a Rusiei”. Vicepreședinte al Comitetului Dumei de Stat pentru Structură Federală și Autoguvernare Locală din 21 decembrie 2011.

## Distincții
- Ordinul „Meritul Științific” clasa I (12 noiembrie 1973) „pentru contribuția deosebită adusă la efortul pe care știința contemporană îl face pentru cucerirea spațiului cosmic”[26]